# Daniel King (Schachspieler)
Daniel John King (* 28. August 1963 in Beckenham) ist ein englischer Schachgroßmeister, Schachtrainer und Schachautor.

## Leben
Daniel King erhielt 1982 von der FIDE den Titel Internationaler Meister verliehen, 1989 dann den Großmeistertitel. 
Er leitete die Schachspalte in der britischen Tageszeitung The Guardian und betreibt den YouTube-Kanal PowerPlayChess.
King spielte seit der Four Nations Chess League 2009/10, die im Juli 2010 ausgewertet wurde, keine gewerteten Partien mehr und wird daher bei der FIDE als inaktiv gelistet.
Für ChessBase und Spiegel Online kommentiert er die Schachweltmeisterschaftsduelle und die Kandidatenturniere (auf Deutsch, das er sehr gut spricht).

## Mannschaftsschach

### Nationalmannschaft
King nahm 1989 mit der englischen Mannschaft an der Mannschaftseuropameisterschaft teil.

### Vereinsschach

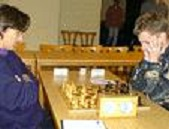
Daniel King und Alexander Khalifman, Bundesliga 1998/99

In der britischen Four Nations Chess League (4NCL) spielte King in der Saison 1993/94 beim Sieger Invicta Knights Maidstone, von 1994 bis 1997 bei Na Fianna und von 1997 bis 2010 für Guildford A&DC (wobei er in den Saisons 1997/98 und 2002/03 keine Partie spielte), mit dem er 2004, 2007 und 2008 die 4NCL gewann.
In der Schweizer Nationalliga A spielte King von 1999 bis 2003 bei der Schachgesellschaft Winterthur.
In der deutschen Schachbundesliga spielte er von 1984 bis 1987 beim SC Kreuzberg und von 1993 bis 2001 beim SV Castrop-Rauxel.

## Turniererfolge
- Bern 1987: 4. Platz
- Britische Meisterschaft 1987: 4. Platz
- London 1988: 5. Platz
- Bern 1988: 2./3. Platz
- Dortmund 1988: 2./3. Platz[6]
- London 1989: 2. Platz
- London WFW 1990: 3./4. Platz
- Genf 1990: 1./2. Platz
- Winterthur 1996: 2. Platz
- Bunratty 1996: 1. Platz

## Publikationen
- How Good Is Your Chess? Cadogan Chess, London 1993
  - Wie gut ist Dein Schach? Ein Buch zum Selbsterkennen Ihrer Spielstärke. Joachim Beyer, Eltmann, 4. Auflage, 2012, ISBN 978-3-940417-24-4.
- Wie man im Schach gewinnt. 10 goldene Regeln, Joachim Beyer Verlag, Eltmann,  11. Auflage 2021, ISBN 978-3-95920-140-7.
- Tessloffs Schachbuch. Vom ersten Zug zum Matt, Tessloff, Nürnberg, ISBN 3-7886-0804-8, 2. Aufl., 2009, ISBN 978-3-7886-1459-1.
- Geheimnisse der englischen Schachschule: Strategie-Lektionen für Kenner, Verlag Chess-Base (Oktober 2001), ISBN 3-935602-28-6.
- fritztrainer Powerplay, DVD-Serie bei Chessbase, bisher 19 Ausgaben